# Ashley Dukes
Ashley Dukes (ur. 29 maja 1885 w Bridgwater, zm. 4 maja 1959 w Londynie) – angielski dramatopisarz i krytyk teatralny. Założyciel londyńskiego Mercury Theatre, w którym wystawiał m.in. sztuki T.S. Eliota (pierwsze londyńskie przedstawienie Morderstwa w katedrze), Christophera Frya czy Ronalda Duncana, czyniąc go ważnym miejscem kulturalnym międzywojennego Londynu. Autor wielu sztuk, granych na West Endzie i Broadwayu. Mąż Marie Rambert.